# Fini
Fini é uma empresa espanhola de doces fundada em 1971. É uma das maiores empresas de guloseimas do mundo. O Brasil é o principal mercado da companhia e os produtos da empresa estão presentes em mais de 320 mil pontos de vendas brasileiros, fazendo a Fini ser a líder de mercado no Brasil.

## História
Em 1953, Dom Manuel Sánchez Cano fundou uma pequena fábrica de gomas de mascar. Em 1971, Dom Manuel iniciou a fabricar guloseimas. Em 1980, a empresa começa a se expandir, abrindo centros de distribuição em Portugal e na Espanha.

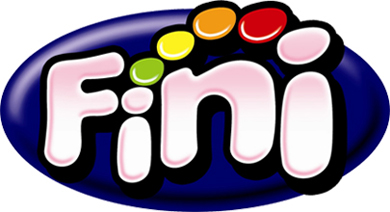
O logo da Fini usado entre 2001 e 2016

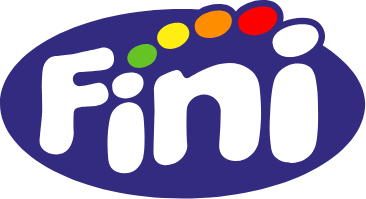
Atual logo da Fini, em uso desde 2020

Em 1998, a empresa chega ao Brasil. Em 2001, foi inaugurada a fábrica da empresa em Jundiaí, a única fábrica fora da Europa.
Em 2018, a Fini lançou sua marca de balas voltadas para o bem-estar e a saúde.
Em 2019, a Fini lançou uma linha de sorvetes no Brasil, em parceria com a empresa Froneri.
No ano de 2023, a empresa lançou uma linha de hidratantes labiais em parceria com a empresa Cimed, que resultou em um faturamento de 23 milhões de reais em um mês.
Com o sucesso dos hidratantes labiais em parceria com a Fini, a Carmed marcou sua entrada no setor de cuidado bucal, em 2024, ao trazer ao mercado uma linha de gel dental e enxaguante bucal com sabores inspirados nos doces Fini.
Também em 2024, a Fini lançou produtos de confeitaria, voltados ao Food Service, como recheios e caldas para sorvete com sabores similares aos das balas de gelatina da marca.